# Lacul Titicaca
Lacul Titicaca (română Lacul Frumos) este un lac situat la altitudinea de 3.812 m. Din 1862 deține recordul mondial al celei mai înalte căi navigabile din lume pentru nave de mare tonaj. De asemenea, este și cel mai mare lac din America de Sud, având o suprafață de 9.710 km².
Situat în podișul andin Altiplano, înconjurat de Anzii Cordilieri la granița dintre Peru și Bolivia, la 15º50'11'' S latitudine și 69º20'19'' V longitudine, Lacul Titicaca are o adâncime medie cuprinsă între 140 și 180 m, atingând maxima de 281 m. Partea de vest a lacului aparține regiunii peruane Puno, iar cea estică departamentului bolivian La Paz.
Mai mult de 25 de râuri se varsă în Titicaca. Lacul are 41 de insule, unele dintre ele dens populate.
Titicaca își menține nivelul apelor datorită ploilor și topirii zăpezilor de pe munții din vecinătatea podișului Altiplano. Din el se formează râul Desaguadero, care curge spre sud, prin Bolivia până la Lacul Poopó. Acestuia i se datorează mai puțin de 5% din pierderile de apă, restul fiind rezultatul evaporării ca urmare a vânturilor și soarelui, puternice la această altitudine. 

## Legenda lacului
O legendă povestește că, după Potopul andin, Inti, zeul Soarelui, și-a îndreptat prima rază asupra lacului Titicaca și a trimis din cer pe pământ, un fiu și o fiică pentru ca ei să-i învețe pe oameni să-l cunoască, să-l adore și să îl considere zeul lor. Manco Capac și Mama Ocllo vin din est, din Insula Soarelui, din mijlocul lacului sfânt, să dea naștere unei noi civilizații, el ca un luntraș aborigen în poncho roșu, stând în picioare, cu o prăjină lungă în mână, conducând ambarcațiunea, iar ea, chircită în spate, toarce lână de lamă pe un fus de lemn. Locul în care Manco Capac și-a înfipt bastonul de aur, a devenit locul ideal pentru dezvoltarea noii civilizații. Acest loc a fost numit Cuzco. 

## Clima
În zona Lacului Titicaca, clima este extremă, cu variații mari de temperatură între zi și noapte. Perioada ideală de vizitare este între lunile mai și octombrie, când zilele sunt însorite, ploile mai rare și temperatura în timpul zilei atinge 25 °C. Nopțile sunt întotdeauna reci.
În ciuda faptului că temperatura medie a apei este scăzută, 10–12 °C, lacul reprezintă un mare acumulator de căldură, astfel încât în jurul său se dezvoltă culturi de cartofi, orz, porumb. Regiunea din jurul lacului Titicaca este considerată ca fiind zona originară de cultivare a cartofului.

## Flora și fauna
Populația piscicolă a lacului este în prezent destul de săracă. Omul a introdus păstrăvul-curcubeu, iar acesta a eliminat peștele-pisică, originar de aici. La rândul său, păstrăvul-curcubeu a fost și el pescuit excesiv.
Principalul locatar al lacului este broasca de Titicaca (Telmatobius culeus) — specie endemică — despre care se spune că este mai mare decât un șobolan și care respiră numai extrăgând oxigenul din apă prin piele. Din acest motiv, ea nu poate supraviețui afară din apă și este văzută foarte rar.
Vegetația lacului este de trei tipuri: amfibie, acvatică și plutitoare și formează unul din principalele elemente ale ecosistemului. Se remarcă trestia totora, Elodea, lintița, alga Chara sp. În Rezervație sunt prezente și 64 de specii de plante terestre riverane.

## Rezervația Națională Titicaca
A fost fondată în 1978, acoperă 36.180 ha și are drept scop conservarea florei și faunei specifice, precum și a peisajelor atractive din zona Lacului Titicaca; păstrarea resurselor naturale, precum trestia totora; dezvoltarea socio-economică a populației din zonă; dezvoltarea turismului fără a distruge tradițiile culturale ale zonei.

## Turism

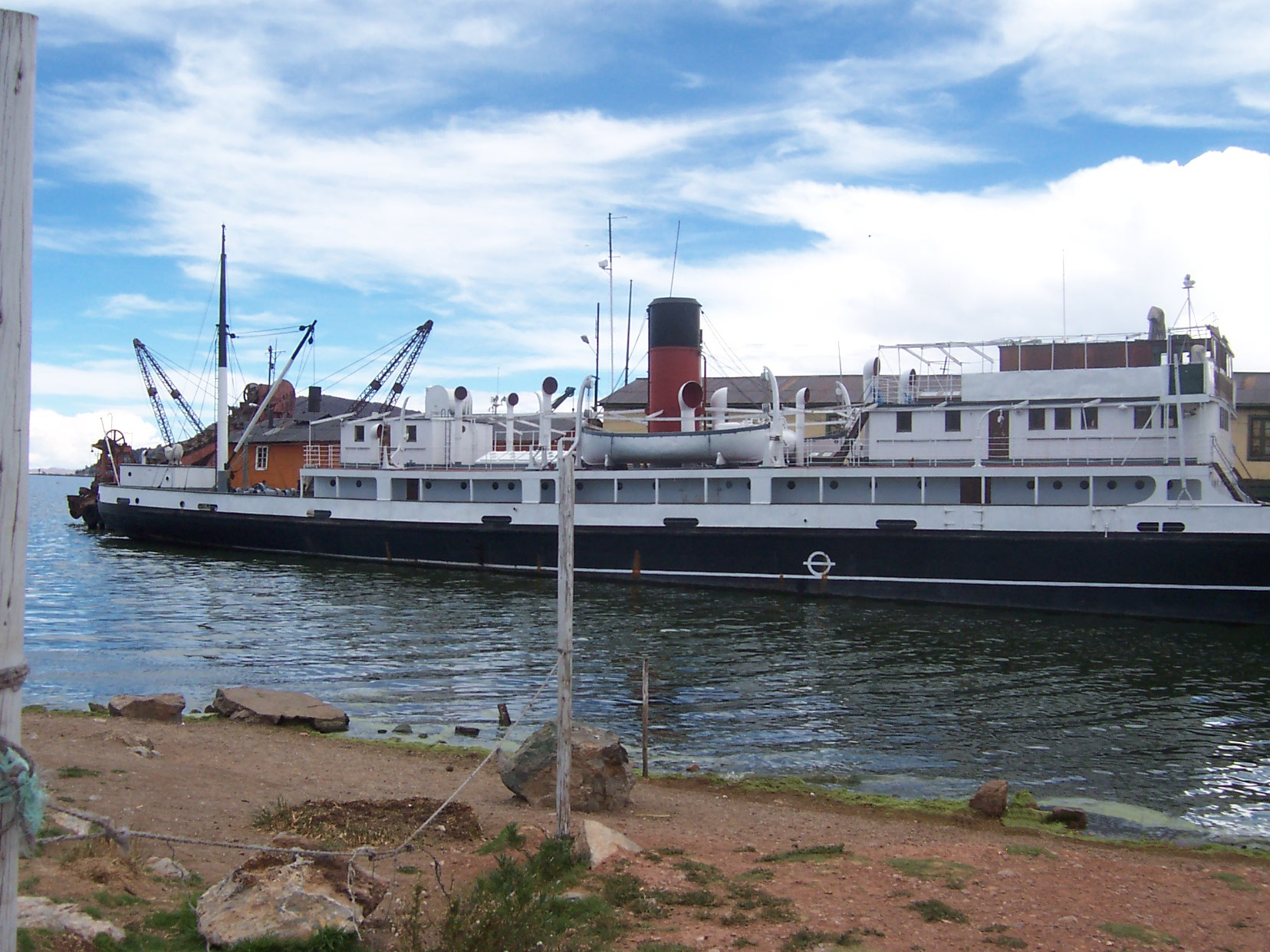
Vapor în Portul Puno

Navigația pe lac se realizează cu vapoare, care fac curse pe lac între orașele de pe malul acestuia, dar și cu ambarcațiuni mai mici numite „balsas”, pentru călătorii mai scurte, construite dintr-un fel de papură acvatică numită „totora”. Există, de asemenea, hoteluri cu restaurante în care poate fi apreciată bucătăria tradițională în cele două țări Peru și Bolivia.
Vasul din imagine a fost cumpărat în Europa, dezasamblat și apoi refăcut pe malul lacului. El funcționează încă și este folosit pentru croaziere pe lac.